# 张家界旅游集团
张家界旅游集团（深交所：000430，简称：张家界），简称张旅集团，是一家位于湖南张家界的旅游集团公司。

## 历史
1992年创建，1996年8月在深圳证券交易所挂牌上市。2011年该公司主营业务收入为557049849.28元，公司净利润为89647968.28元，公司总资产为447968210.76元。
2020年5月1日前董事长戴名清在离任三天后坠崖身亡，公安机关初步判断暂无证据显示为他杀。
2021年6月主力開發的仿古建築群大庸古城完工試營運，營運至2024年累積虧損達10.8億元人民幣，使當年公司資產總額13.95億元、負債總額16.97億元，淨資產已達負3.02億元。